# Erik Hivju
Erik Hivju, född 24 september 1947, är en norsk skådespelare. Han är far till skådespelaren Kristofer Hivju.

## Filmografi (urval)
- 1981 - Liten Ida
- 1988 - De hvite bussene
- 1989 - En håndfull tid
- 1991 - Frida - med hjärtat i handen
- 1996 - Hamsun
- 1997 - Mörkrets ö
- 1997 - Saliga äro de som törstar
- 2008 - Max Manus
- 2016 - Kungens val
- 2024 – Nr. 24

## Teater

### Roller
| År   | Roll          | Produktion               | Regi                 | Teater   |
| 2004 | Dagfinn Bonde | Kungsämnena Henrik Ibsen | Alexander Mørk-Eidem | Dramaten |